# چینگی

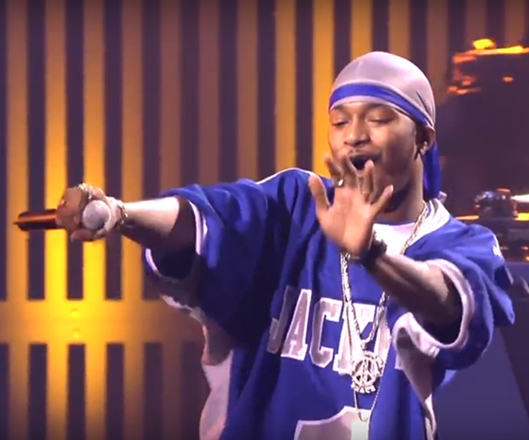
چینگی در برنامه Vibe Awards در سال 2004

چینگی (انگلیسی: Chingy؛ زادهٔ ۹ مارس ۱۹۸۰) یک موسیقی‌دان، خوانندهٔ رپ و هنرپیشه اهل ایالات متحده آمریکا است. وی از سال ۱۹۹۷ میلادی تاکنون مشغول فعالیت بوده‌است.
از فیلم‌ها یا برنامه‌های تلویزیونی که وی در آن نقش داشته است می‌توان به اسکری مووی ۴ اشاره کرد.